# راندي نتيكا
راندي نتيكا (مواليد 6 ديسمبر 1997) هو لاعب كرة قدم فرنسي يلعب في مركز خط الوسط المهاجم في نادي رايو فايكانو.

## وصلات خارجية
- راندي نتيكا على موقع قاعدة بيانات كرة القدم.إي يو (الإنجليزية)
- راندي نتيكا على موقع Soccerway.com (الإنجليزية)